# Jeetzel (Lüchow)
Jeetzel ist ein Ortsteil der Stadt Lüchow (Wendland) im niedersächsischen Landkreis Lüchow-Dannenberg.

## Lage
Das Dorf befindet sich zwei Kilometer südwestlich der Kernstadt Lüchow und liegt auf einer kleinen Geestinsel am Rand des Niederen Drawehn im Übergang zur Jeetzelniederung.

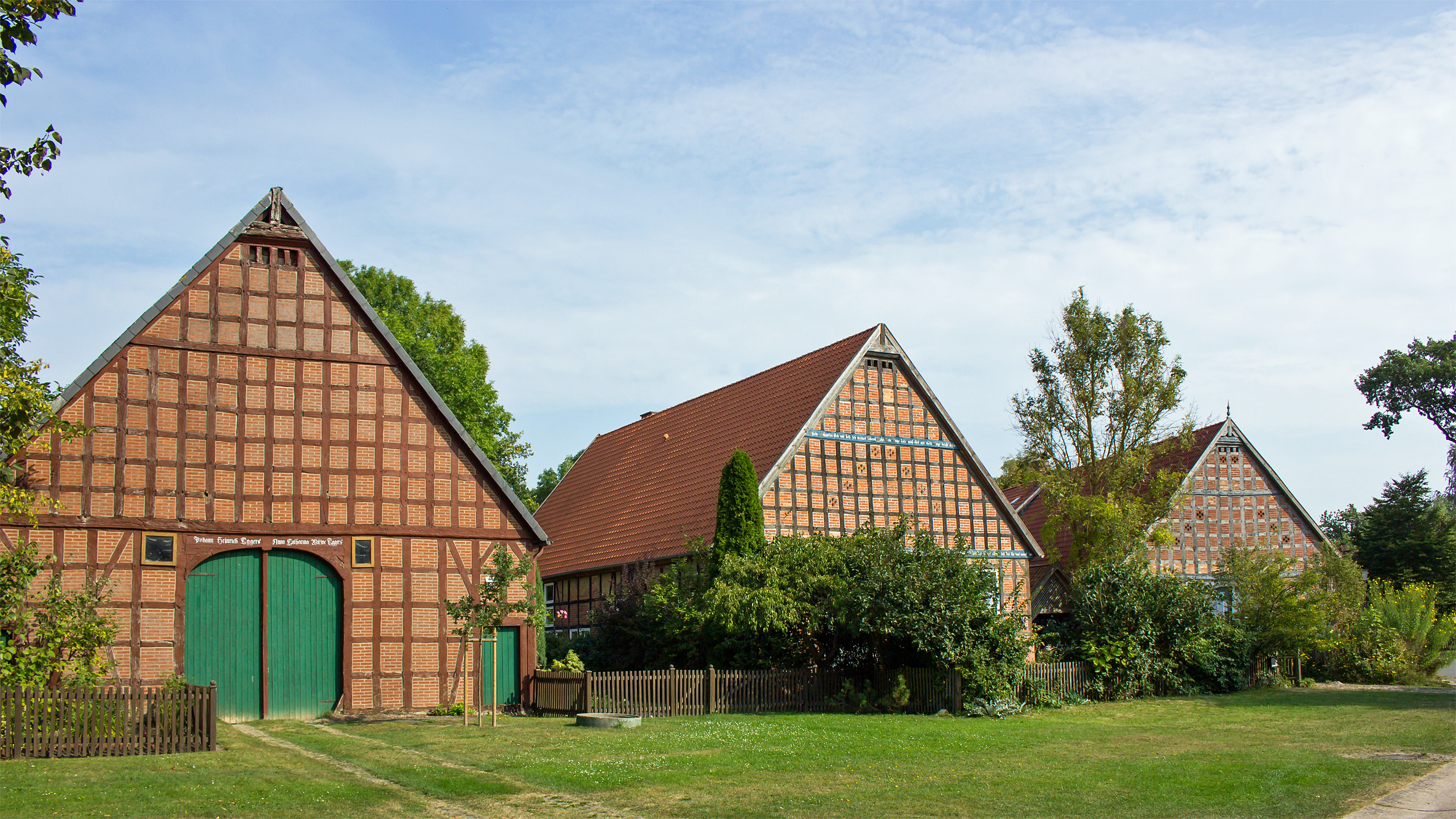
Hallenhäuser „Im Anger“ in Jeetzel

Der Ort war bis zum Jahre 1972 eine selbständige Gemeinde und gehört seitdem zur Stadt Lüchow. Der Dorfkern hat sich seit dem Mittelalter wohl nur wenig verändert und war im frühen 19. Jahrhundert ein langgestrecktes Platzdorf. Heute wird der Dorfkern durch überwiegend gut erhaltene Hallenhäuser des 19. Jahrhunderts geprägt.

## Kapelle

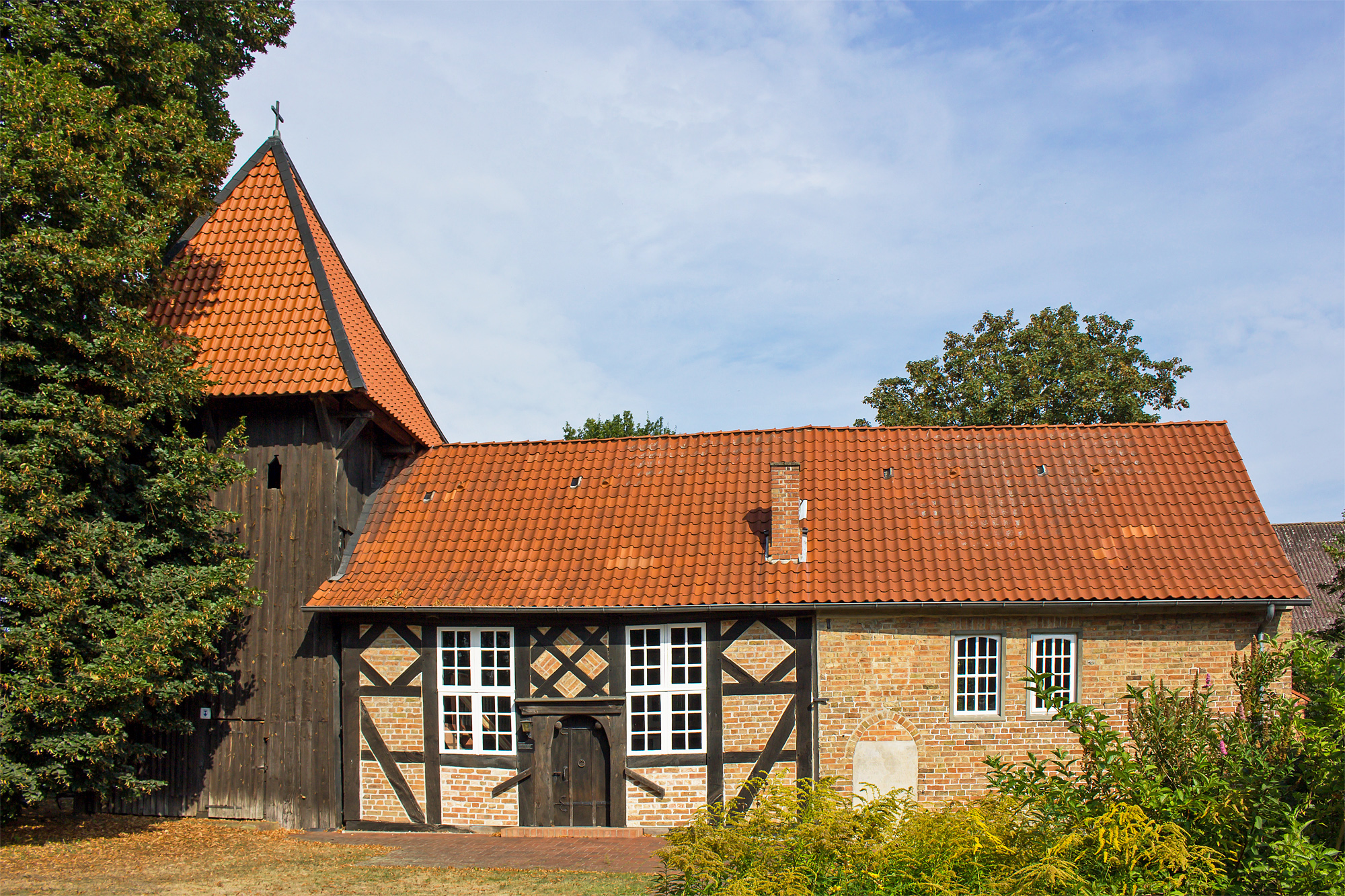
Kapelle Jeetzel

Die evangelische Kapelle ist ein Rechtecksaal, dessen älterer Ostteil aus dem 15. Jahrhundert in Ziegelbauweise ausgeführt ist, während der Westteil Fachwerk aus dem 17. Jahrhundert trägt. Der freistehende hölzerne Glockenturm im Westen stammt aus dem 16. Jahrhundert und die Bronzeglocke aus der Zeit um 1300.
Im älteren, spitzbogigen Eingang befindet sich ein Grabstein aus dem Jahr 1741, der zunächst vor dem Altar lag. An der nördlichen Außenwand sind die Grabsteine des damaligen Predigers von Lüchow und Superintendenten von Gartow Ernst-August Pott (1747–1829) und seiner Ehefrau befestigt.

## Vereine
Seit dem Jahre 1970 gibt es den gemeinnützlichen Bürgerverein Jeetzel mit zurzeit 62 Mitgliedern. Vorsitzender ist Jens Eggert aus Jeetzel. Vom Verein wird das 1985 errichtete Bürgerhaus betrieben.

## Verkehr
Jeetzel liegt an der Landesstraße L 261. Der Haltepunkt Jeetzel lag an der Bahnstrecke Salzwedel–Dannenberg.